# Amstetten
Amstetten je grad u Donjoj Austriji. U Amstettenu živi 22.953 stanovnika.

## Prirodne odlike
Amstetten se nalazi u sjevernom dijelu Austrije, na oko 170 km udaljenosti od prijestolnice Beča. Grad se smjestio na rijeci Jivice na sjevernim alpskim obroncima.

## Povijest
Današnje naselje Amstetten se prvi put spominje 1111. godine. Grad je najviše napredovao u 19. stoljeću kada se naselje znatno industrijaliziralo i kada je došla željeznica.

## Politika
Gradonačelnik je Herbert Katzengruber (SPÖ).